# Скуба (Мисисипи)
Скуба (енгл. Scooba) град је у америчкој савезној држави Мисисипи.

## Демографија
По попису из 2010. године број становника је 732, што је 100 (15,8%) становника више него 2000. године.
| Група             | 2000.       | 2010.       |
| Белци             | 280 (44,3%) | 240 (32,8%) |
| Афроамериканци    | 347 (54,9%) | 480 (65,6%) |
| Азијати           | 0 (0,0%)    | 0 (0,0%)    |
| Хиспаноамериканци | 5 (0,8%)    | 7 (1,0%)    |
| Укупно            | 632         | 732         |